# STS-50
إس تي إس-50 (بالإنجليزية: STS-50)‏ الرحلة الثامنة والأربعون ضمن برنامج مكوك الفضاء لوكالة ناسا، والرحلة الحادية عشر على متن مكوك الفضاء كولومبيا، انطلقت الرحلة في 25 يونيو 1992 من مركز كينيدي للفضاء ، وهبطت بتاريخ 9 يوليو في مركز كينيدي للفضاء أيضاً عوضاً عن هبوطها الذي كان مقرراً في قاعدة إدواردز الجوية بسبب سوء الأحوال الجوية بسبب إعصار داربي، بعد أربعة عشر يوماً مكثتها الرحلة في الفضاء، هدف الرحلة إجرآء تجارب في العلوم المادية والفيزياء، بلغ عدد الرواد المشاركين في الرحلة سبعة رواد.